# Kristian Stanfill
Kristian Paul Stanfill (nacido el 9 de abril de 1983) es un cantante estadounidense de música cristiana, compositor y líder de adoración de Atlanta, Georgia. Su álbum, Mountains Move (2011), alcanzó el No. 64 en Billboard 200. Actualmente es el pastor de adoración en la Iglesia Passion City y un líder de adoración de la banda Passion.

## Primeros años
Stanfill nació en Marietta, Georgia el 9 de abril de 1983. Después de mostrar interés en la composición de canciones, Stanfill comenzó a tocar la guitarra a la edad de 13 años. A los 15 años, comenzó a dirigir la adoración en su escuela dominical en la Iglesia Bautista Johnson Ferry. En 2002, después de graduarse de George Walton Comprehensive High School, Stanfill asistió a la Universidad de Samford y, poco después de graduarse, comenzó a dirigir la adoración en North Point Community Church en Alpharetta, Georgia. Su hermano, Brett, es también un líder de adoración con North Point Worship. Mientras estaba en la universidad, Stanfill conoció a su esposa, Keri. Ellos se casaron en 2004 y tienen cuatro hijos.

## Carrera musical
En el 2005, Stanfill se involucró con Passion City Church y la organización Pasión Conferences que lidera la adoración. El 10 de julio de 2007, lanzó de forma independiente su EP debut, Hello, que incluye cinco canciones. En el 2008, Stanfill se convirtió en el primer artista en ocho años en firmar un contrato con sixstepsrecords. En octubre de 2008 a través de noviembre de 2008,  empiece trabajar en su primer álbum de estudio, Attention. Se completó en diciembre de 2008 y se publicó el 21 de abril de 2009. Su segundo álbum, Mountains Move, fue lanzado el 7 de enero de 2011. Se convirtió en su primer álbum en aparecer en la lista Billboard 200 y alcanzó el puesto 64. El álbum fue nominado a Mejor Artista Nuevo en los 42nd GMA Dove Awards.

## Discografía
- Hello (lanzado independientemente, 2007)
- Attention (sixstepsrecords, 2009)
- Mountains Move (sixstepsrecords, 2011)

## Historia de gráfico

### Álbumes
| Año  | Título                 | Posiciones máximas del gráfico | Posiciones máximas del gráfico |
| Año  | Título                 | US Christ                      | US                             |
| ---- | ---------------------- | ------------------------------ | ------------------------------ |
| 2009 | Attention (EP)         | 24                             | —                              |
| 2009 | Attention              | 21                             | —                              |
| 2010 | Day After Day: KS (EP) | 48                             | —                              |
| 2011 | Mountains Move         | 3                              | 64                             |

### Sencillos

#### Como artista solo
| Año  | Título          | Posiciones máximas del gráfico | Posiciones máximas del gráfico |
| Año  | Título          | Hot Christian Songs            | Álbum                          |
| ---- | --------------- | ------------------------------ | ------------------------------ |
| 2010 | "Day After Day" | 20                             | Mountains Move                 |
| 2011 | "Always"        | 28                             | Mountains Move                 |

Fuente:

#### Como artista destacado
| Año  | Título                                                                        | Posiciones máximas del gráfico | Álbum                                                |
| Año  | Título                                                                        | Hot Christian Songs            | Álbum                                                |
| ---- | ----------------------------------------------------------------------------- | ------------------------------ | ---------------------------------------------------- |
| 2006 | "Jesus Paid It All" (Passion featuring Kristian Stanfill)                     | —                              | Passion: Everything Glorious                         |
| 2008 | "Beautiful Jesus" (Passion featuring Kristian Stanfill)                       | —                              | God of This City                                     |
| 2010 | "Say, Say" (Passion featuring Kristian Stanfill)                              | —                              | Passion: Awakening                                   |
| 2010 | "The Stand" (Passion featuring Kristian Stanfill)                             | —                              | Passion: Awakening (Special Edition)                 |
| 2011 | "Forever Reign" (Passion featuring Kristian Stanfill)                         | —                              | Passion: Here for You                                |
| 2011 | "Always" (Passion featuring Kristian Stanfill)                                | —                              | Passion: Here for You                                |
| 2012 | "Not Ashamed" (Passion featuring Kristian Stanfill)                           | —                              | Passion: White Flag                                  |
| 2012 | "One Thing Remains" (Passion featuring Kristian Stanfill)                     | 1                              | Passion: White Flag                                  |
| 2012 | "Who You Are" (Passion featuring Kristian Stanfill)                           | —                              | Passion: White Flag (Deluxe Edition)                 |
| 2013 | "The Lord Our God" (Passion featuring Kristian Stanfill)                      | 18                             | Passion: Let The Future Begin                        |
| 2013 | "Children of Light" (Passion featuring Kristian Stanfill)                     | —                              | Passion: Let The Future Begin                        |
| 2013 | "Come To The Water" (Passion featuring Kristian Stanfill)                     | —                              | Passion: Let The Future Begin                        |
| 2013 | "In Christ Alone" (Passion featuring Kristian Stanfill)                       | 32                             | Passion: Let The Future Begin                        |
| 2014 | "Never Gonna Let Me Go" (Passion featuring Kristian Stanfill)                 | —                              | Passion: Take It All                                 |
| 2014 | "My Heart Is Yours" (Passion featuring Kristian Stanfill)                     | 13                             | Passion: Take It All                                 |
| 2014 | "This Grace" (Passion featuring Kristian Stanfill)                            | —                              | Passion: Take It All                                 |
| 2015 | "Shout Hosanna" (Passion featuring Kristian Stanfill)                         | —                              | Passion: Even So Come                                |
| 2015 | "Draw Near" (Passion featuring Kristian Stanfill)                             | —                              | Passion: Even So Come                                |
| 2015 | "You Found Me" (Passion featuring Kristian Stanfill)                          | —                              | Passion: Even So Come                                |
| 2015 | "It Is Well" (Passion featuring Kristian Stanfill)                            | —                              | Passion: Even So Come (Deluxe Edition)               |
| 2015 | "Even So Come" (Passion featuring Kristian Stanfill)                          | 7                              | Even So Come (Radio Version / Live) - Digital Single |
| 2016 | "Salvation's Tide" (Passion featuring Kristian Stanfill)                      | 32                             | Passion: Salvation's Tide Is Rising                  |
| 2016 | "Good Good Father" (Passion featuring Kristian Stanfill)                      | —                              | Passion: Salvation's Tide Is Rising                  |
| 2017 | "Glorious Day" (Passion featuring Kristian Stanfill)                          | 25                             | Worthy of Your Name                                  |
| 2017 | "How Great Is Your Love" (Passion featuring Kristian Stanfill)                | 50                             | Worthy of Your Name                                  |
| 2017 | "Heart Abandoned" (Passion featuring Kristian Stanfill)                       | —                              | Worthy of Your Name                                  |
| 2017 | "This We Know" (Passion featuring Kristian Stanfill)                          | 35                             | Worthy of Your Name                                  |
| 2017 | "This We Know (Studio Version)" (Passion featuring Kristian Stanfill)         | —                              | Worthy of Your Name                                  |
| 2018 | "Whole Heart" (Passion featuring Kristian Stanfill)                           | 48                             | Whole Heart                                          |
| 2018 | "God, You're So Good" (Passion featuring Kristian Stanfill and Melody Malone) | 47                             | Whole Heart                                          |
| 2018 | "More Like Jesus" (Passion featuring Kristian Stanfill)                       | —                              | Whole Heart                                          |
| 2019 | "Behold The Lamb" (Passion featuring Kristian Stanfill)                       | —                              | Follow You Anywhere                                  |
| 2019 | "Follow You Anywhere" (Passion featuring Kristian Stanfill)                   | 45                             | Follow You Anywhere                                  |
| 2019 | "God, You're So Good" (Passion featuring Kristian Stanfill and Melody Malone) | —                              | Follow You Anywhere                                  |

## Accolades

### GMA Dove Awards
| Año  | Premio                                                            | Resultado |
| ---- | ----------------------------------------------------------------- | --------- |
| 2007 | Álbum de evento especial del año (Passion: Everything Glorious) * | Ganó      |
| 2009 | Álbum de eventos especiales del año (Passion: God of This City) * | Ganó      |
| 2011 | Nuevo Artista del Año                                             | Nominado  |
| 2011 | Álbum de alabanza y adoración del año (Passion: Awakening) *      | Nominado  |
| 2011 | Álbum de evento especial del año (Passion: Awakening) *           | Ganó      |

- Denota un esfuerzo colaborativo o una contribución de una canción a un álbum de "Varios artistas".